# Edward Willoughby
Edward Willoughby (falecido em 23 de novembro de 1508) foi decano de Exeter entre 1496 e 1508.

## Carreira
Ele foi nomeado:
- Prebendário de Liddington sob Shaftesbury
- Prebendário de North Grantham em Salisbury 1488
- Decano de Exeter 1496 - 1508
- Arquidiácono de Stafford

Ele foi nomeado para a décima segunda bancada na Capela de São Jorge, Castelo de Windsor em 1495, e manteve a posição até 1508.